# Alegeri legislative în Norvegia, 2005
În anul 2005 în Norvegia alegerile s-au efectuat pe data de 12 septembrie. Peste 3,4 milioane de norvegieni s-au prezentat la urne pentru a alege membrii Stortingului. Noul Storting este alcătuit din 169 de membri.
Alegerile au fost câștigate de opoziția de stânga reprezentată de așa-numita Coaliție a Roșiilor și a Verzilor, care ocupă 87 de locuri, dintre care doar Partidul Laburist a obținut 61 de locuri. Coaliția de centru-dreapta aflată la guvernare a câștigat 44 de locuri și partidul Progresist populist a câștigat 38 de locuri devenind cel mai mare partid opozant. Prezența la vot a fost de 71,1 % și a crescut cu două procente comparativ cu 2001.

## Campania Electorală
Înainte de alegeri, primul Ministru Kjell Magne Bondevik a condus o coaliție formată din Partidul Conservator (38 de locuri), Partidul Creștin (22 de locuri plus primul ministru) și Liberalii (2 locuri) și s-a bucurat și de sprijinul Partidului Progress.
Divizia coaliției a dus la o retragere temporară a sprijinului acordat de Partidul Progress în noiembrie 2004 pe motivul că aceasta a considerat subfinanțarea sistemului sanitar de către Guvern. Acest partid a revenit, însă, mai târziu în coaliție, în urma unor înțelegeri. Guvernul a atras critici cu privire la manipularea cutremului din Oceanul Indian (2004), unde numeroși norvegieni au murit. Primul ministru a admis greșelile guvernului său și a reacțiilor întârziate cu privire la dezastru.
Problema școlilor private a fost controversată  în 2005.Partidul Laburist, Partid Socialist de Stânga  și Partidul Central s-au opus și doreau respingerea planului guvernului de a permite în sistemul privat de educație alte școli decât cele care oferă o educație „alternativă”, sau cele bazate pe convingeri religioase. În mijlocul unui declin în popularitatea personală a primului ministru, sondajele de opinie la începutul anului 2005 au indicat un avans clar pentru Partidul Laburist. Liderul acesteiuia, Jens Stoltenberg, a fost prim-ministru din martie 2000 până în octombrie 2001, și s-a bucurat de sprijinul publicului larg în alegerile premergătoare. Sondajele  sugerează că Partidele Muncii,Socialist de stânga și cel al Părții Centrale  ar putea forma o coaliție roșu-verde, care ar forma o majoritate în Storting. Partidul Laburist și Partidul Socialist de Stânga s-au angajat să mențină loialitatea lor cu Partidul Central,chiar dacă acest lucru nu va duce la o majoritate.
În iunie, liderul Partidului Progresist, Carl I. Hagen, a declarat că partidul său nu va sprijini o nouă coaliție, dacă Bondevik va fi reales ca prim-ministru după alegeri, subliniind implicit că Erna Solberg, lider al Partidului Conservator, ar fi cea mai bună candidată.
Cu o săptămână înainte de alegeri, Partidul Socialist de Stânga a avut o scădere în popularitate în sondajele efectuate în acea perioadă. Liberalii și Partidului Conservator au crescut în popularitate în sondaje. Începând din 11 septembrie 2005, cu o zi înainte de alegeri, sondajele de opinie au indicat o cursă nesatisfăcătoare între dreapta și Coaliția Roșiilor și a Verzilor.
S-au efectuat exit-polluri din 10 august până în 9 noiembrie 2005, concomitent cu votul anticipat. 452488 de voturi au fost exprimate în prealabil, o scădere de aproximativ 52000 față de alegerile din 2001.

## Câștigători
- Coaliția Roșiilor și a Verzilor a fost câștigătoarea alegerilor și a format un guvern majoritar, cu Jens Stoltenberg ca prim-ministru, pe 17 octombrie 2005, adoptând rapid bugetul pe anul 2006 propus de vechiul guvern.
- Partidul Laburist a obținut un rezultat care l-a adus înapoi în poziția de „cel mai mare partid din Norvegia, nu doar cel mai mare dintre cele multe mijlocii”.
- Partidul Progresist a obținut cel mai bun rezultat din istoria sa, depășind Conservatorii cu o marjă largă și de a deveni aproape la fel de mare ca și Guvernul împreună cu Bondevik.
- Partidul Liberal a câștigat un număr mare de locuri în alegeri, fiind cel mai reușit rezultat din 1965 și până în prezent.

## Perdanți
- Partidele nesocialiste au suferit o înfrângere dureroasă, cu aproape jumătate din voturile pentru partidul Progresist, care a fost în măsură să ofere doar un sprijin extern pentru guvernul Bondevik; alte părți au evitat orice posibilă includere formală în coaliția guvernamentală în multe probleme.
- Partidul Conservator a pierdut o mare parte din voturi și nu mai sunt cel mai mare partid nesocialist, depășit de Partidul Progresist.
- Partidul Creștin-Democrat aproape că și-a înjumătățit voturile, și a suferit una dintre cele mai grave înfrângeri.
- Partidul de Coastă și-a pierdut singurul reprezentant în parlament.
- Alianța verde nu a reușit să obțină niciun loc în parlament.

## Alte informații
- Sitter, Nick (2006). „Norway's Storting Election of September 2005: Back to the Left?”. West European Politics. 29 (3): 573–580. doi:10.1080/01402380600620700.